# Lo Pònt de Montvèrd
Lo Pònt de Montvèrd (nom occità, en francès Le Pont-de-Montvert) és un municipi del departament francès del Losera, a la regió d'Occitània.

## Personatges lligats al municipi

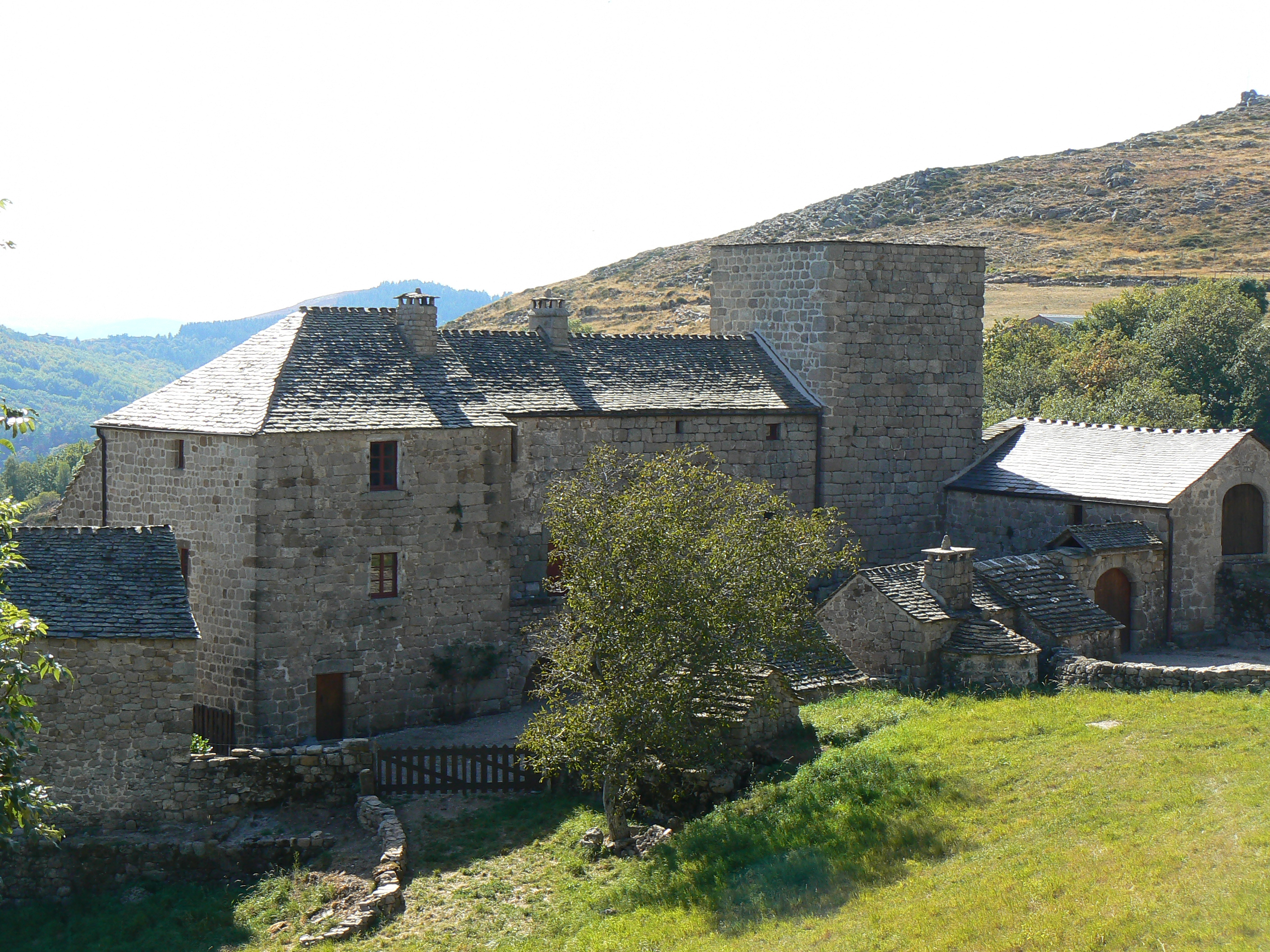
Castell de Grizac

- Guillaume de Grimoard, que va esdevenir més tard el papa Urbà V va néixer al Castell de Grizac el 1310. Aquest lloc forma part del municipi. Abans de ser papa fou bisbe d'Uzès.